# Jim Jeffords
James Merrill Jeffords (11 de mayo de 1934-18 de agosto de 2014) fue un abogado y político estadounidense que ejerció como senador de los Estados Unidos por Vermont. Juró su cargo en el Senado en 1989 y fue republicano hasta 2001, año en el que abandonó el partido para convertirse en independiente y comenzó a formar parte de los demócratas. Jeffords se retiró del Senado en 2007. Antes de servir en el Senado, fue representante de los Estados Unidos por el distrito congresional at-large de Vermont de 1975 a 1989.

## Antecedentes[1]
Jeffords nació en Rutland, Vermont, hijo de Marion (de soltera Hausman) y Olin Merrill Jeffords, que fue presidente del Tribunal Supremo de Vermont. Según Jeffords, su madre era pariente del arquitecto francés Georges-Eugène Haussmann. Jeffords asistió a las escuelas públicas de Rutland y se graduó en el Rutland High School en 1952. Se licenció en administración industrial por la Universidad de Yale en 1956.
Jeffords fue miembro del Cuerpo de Entrenamiento de Oficiales de la Reserva en la universidad, y después de graduarse recibió su comisión en la Marina de los Estados Unidos. A continuación, recibió formación como oficial de guerra de superficie y fue destinado al USS McNair. Sirvió durante tres años, y estuvo a bordo del McNair cuando se convirtió en el primer barco en entrar en el Canal de Suez tras la crisis de Suez de 1956. También estuvo a bordo del McNair cuando participó en la respuesta estadounidense a la crisis del Líbano de 1958. Tras completar su obligación de servicio activo, Jeffords sirvió en la Reserva de la Marina de los Estados Unidos hasta retirarse como capitán en 1990.
Tras dejar el servicio activo, Jeffords asistió a la Facultad de Derecho de Harvard, de la que se graduó en 1962. Durante 1962 y 1963 fue asistente jurídico de Ernest W. Gibson Jr., juez del Tribunal de Distrito de los Estados Unidos para el Distrito de Vermont. Residente durante mucho tiempo en Shrewsbury, Jeffords ejerció la abogacía en Rutland y participó activamente en la política y el gobierno como republicano. En la década de 1960, fue Gran Jurado de Shrewsbury, Agente Municipal y Administrador de Zonificación, además de presidente del comité republicano de la ciudad. También fue presidente de la Junta de Apelación de Impuestos sobre la Propiedad del condado de Rutland.
Jeffords se casó dos veces con Elizabeth "Liz" Daley, la primera en 1961, que terminó con un divorcio en junio de 1978. El 26 de agosto de 1986 se casaron de nuevo. Liz Jeffords murió en la mañana del 13 de abril de 2007, tras una larga lucha contra el cáncer de ovarios. Jeffords y su esposa tuvieron dos hijos, Leonard y Laura, que viven y trabajan en la zona de Washington D. C. Tras la muerte de su esposa, Jeffords residió en Washington D. C., un traslado que hizo para vivir cerca de su hijo y su hija.

## Carrera política

### Carrera inicial
Jeffords obtuvo un escaño en el Senado de Vermont en 1966. Tras ese éxito, en 1968 ganó la carrera por la Fiscalía General de Vermont. Fue elector presidencial por Vermont en 1972, y votó por la reelección de la candidatura Nixon-Agnew.
Jeffords se presentó a la candidatura del Partido Republicano para gobernador en 1972, pero fue derrotado en las primarias por Luther "Fred" Hackett.

### Congresista
En 1974, tras ganar la nominación republicana con una pluralidad en una carrera a tres bandas, obtuvo el único escaño de Vermont en la Cámara de Representantes de EE.UU., donde sirvió durante 14 años. Jeffords fue miembro de las Comisiones de Agricultura y Educación y Trabajo, y ascendió por antigüedad hasta convertirse en el republicano de mayor rango en Educación y Trabajo. Jeffords fue el único republicano que votó en contra de los recortes fiscales de Ronald Reagan en 1981, y fue partidario tanto del derecho al aborto como de la ampliación de la protección de los derechos de gays y lesbianas. Además, fue reconocido como un republicano entre moderado y liberal por sus posiciones a favor del medio ambiente y su apoyo al Fondo Nacional para las Artes.

### Senador de los Estados Unidos
En 1988, Jeffords fue elegido al Senado de Estados Unidos, y fue reelegido en 1994 y 2000.
Jeffords estuvo durante mucho tiempo a favor de ampliar el acceso a la asistencia sanitaria, y apoyó el plan ofrecido por Bill Clinton a principios de los años 90. En febrero de 1998, después de que el Senado confirmara a David Satcher como Cirujano General de EE. UU., el presidente Clinton emitió una declaración en la que agradecía a Jeffords y a otros senadores "su firme apoyo a este candidato tan cualificado".
Fue uno de los cinco senadores republicanos que votaron a favor de la absolución de Clinton tras la destitución de éste por la Cámara de Representantes en 1999. En octubre de 1999, Jeffords fue uno de los cuatro republicanos que votaron a favor del Tratado de Prohibición Completa de los Ensayos Nucleares. El tratado estaba destinado a prohibir las pruebas nucleares subterráneas y fue el primer gran pacto de seguridad internacional que fue derrotado en el Senado desde el Tratado de Versalles.
La labor de Jeffords en el Congreso se centró en la legislación relativa a la educación, la formación laboral y las personas con discapacidad. En sus últimos años en el Senado, su énfasis cambió un poco, ya que impulsó en el Congreso varias piezas importantes de legislación medioambiental. Junto con Paul Simon, el teniente general canadiense Roméo Dallaire, comandante de la Misión de Misión de Asistencia de las Naciones Unidas para Ruanda (UNAMIR) de 1993 a 1994, le atribuyó el mérito de haber presionado activamente a la administración estadounidense para que organizara una misión humanitaria en Ruanda durante el genocidio ruandés. Según el libro de Dallaire, Shake Hands with the Devil, "tiene una gran deuda de gratitud" con ambos senadores.
Jeffords fue uno de los fundadores de la Coalición Solar del Congreso y del Grupo de Artes del Congreso. Jeffords fue reconocido con frecuencia por su actuación como legislador, recibiendo el premio "Legislador del Año" de la revista Parenting en 1999, y la máxima distinción del Sierra Club en 2002.
Durante parte de su mandato en el Senado, Jeffords ocupó el puesto de Candy Desk.

## Salida del Partido Republicano
El 24 de mayo de 2001, Jeffords abandonó el Partido Republicano, al que siempre había estado afiliado, y se hizo independiente. Jeffords comentó esta decisión: "Haré este cambio y me uniré a los demócratas con fines organizativos una vez que el informe de la conferencia sobre el proyecto de ley de impuestos sea enviado al presidente. Le di mi palabra al presidente de que no interceptaría ni trataría de intervenir en la firma de ese proyecto de ley". La oposición de Jeffords a las políticas del gobierno de George W. Bush, incluida la preocupación por la magnitud de los recortes fiscales de Bush, motivó su cambio de partido. El cambio de Jeffords también estuvo motivado por la negativa de los republicanos del Senado a financiar completamente la Ley de Educación para Personas con Discapacidades, declarando: "Cada vez me encuentro más en desacuerdo con mi partido... Entiendo que muchas personas son más conservadoras que yo y forman el Partido Republicano. Dada la naturaleza cambiante del partido nacional, se ha convertido en una lucha para que nuestros líderes traten conmigo y para que yo trate con ellos."
Las elecciones al Senado de 2000 habían dejado al Senado con un control partidista dividido al 50 por ciento, lo que obligó a demócratas y republicanos a negociar un inusual acuerdo de reparto de poder (aunque el vicepresidente republicano Dick Cheney podía deshacer los votos de empate). Tras las elecciones, los demócratas buscaron a un republicano para que desertara de la bancada republicana, lo que daría a los demócratas el control de la cámara. El líder demócrata, Harry Reid, cortejó a Jeffords, Lincoln Chafee y John McCain como posibles candidatos a cambiar de partido. Después de que se le prometiera la presidencia de la Comisión de Medio Ambiente y Obras Públicas del Senado para compensar su pérdida de la presidencia de una comisión bajo el control republicano, Jeffords decidió cambiar de partido y renunció a la presidencia de la Comisión de Salud, Educación, Trabajo y Pensiones, que ocupaba desde 1997. El cambio de Jeffords dio a los demócratas el control de una cámara del Congreso por primera vez desde las elecciones de 1994, y Jeffords es el único senador de la historia que ha inclinado la balanza de poder en el Senado cambiando de partido. Sin embargo, los efectos no fueron duraderos: 18 meses más tarde, después de que el republicano Jim Talent ganara una elección especial al Senado por Missouri, el Senado volvió a tener mayoría republicana.
Jeffords aceptó votar con los demócratas en todas las cuestiones de procedimiento, salvo con el permiso del jefe de filas, a cambio de los puestos en las comisiones que le habrían correspondido si hubiera sido demócrata durante todo su mandato en el Senado. Era libre de votar a su antojo en cuestiones de política, pero la mayoría de las veces votaba con los demócratas.
El cambio de partido de Jeffords le convirtió en el segundo senador de Vermont que se alinea con los demócratas. El escaño que ocupó Jeffords había sido ocupado por un republicano desde 1857, cuando Solomon Foot se afilió al nuevo partido, hasta que Jeffords se hizo independiente en 2001.

## Registro del Senado
Incluso antes de cambiar de partido, el historial de voto de Jeffords era de moderado a liberal, lo que era típico de los republicanos afiliados al ala Aiken-Gibson de Vermont. (El ala Aiken-Gibson del Partido Republicano de Vermont eran los activistas del partido y los funcionarios identificados con las políticas progresistas. Los conservadores del partido formaban un ala pro-empresarial, liderada por las familias Proctor, Fairbanks y Smith. Además de Aiken y Gibson, otros miembros de su ala del partido en las décadas de 1950 y 1960 fueron Jeffords y Robert Stafford. Entre los miembros del ala conservadora del partido estaban Harold J. Arthur, Lee E. Emerson y Winston L. Prouty).
En el momento de su cambio, ningún senador republicano tenía una puntuación vitalicia más baja de la Unión Conservadora Americana. En 1981, Jeffords fue el único miembro republicano de la Cámara de Representantes que votó en contra de un proyecto de ley que reducía el tipo impositivo máximo del 70% al 50%, un sello distintivo del legado del presidente Ronald Reagan. Durante su estancia en el Senado, votó a favor de la Ley Brady, la Ley de Baja Familiar y Médica de 1993, el fin de la prohibición de que los homosexuales sirvieran en el ejército, y en contra de las relaciones comerciales normales permanentes con China y de la prohibición de la discriminación positiva a nivel federal. Jeffords también se opuso a la nominación de Clarence Thomas para el Tribunal Supremo de los Estados Unidos por parte del presidente George H. W. Bush. Fue uno de los dos únicos republicanos que votaron en contra de la confirmación de Clarence Thomas. En 1993, fue el único republicano destacado que apoyó el intento fallido del Presidente Clinton de establecer un plan nacional de asistencia sanitaria. El historial de votos de Jeffords y sus posturas en cuestiones medioambientales le distanciaron aún más de sus colegas del Partido Republicano.
Jeffords votó sistemáticamente en contra de la prohibición del aborto de nacimiento parcial, y también en contra de una línea más dura con respecto a Cuba. En 1995, Jeffords fue uno de los dos senadores republicanos, el otro fue Bill Frist de Tennessee, que votó a favor de confirmar al Dr. Henry Foster como Cirujano General; la votación fracasó, y la confirmación de Foster fue finalmente denegada. En 1995 fue uno de los 16 senadores que votaron en contra de la Ley de Decencia en las Comunicaciones. Más tarde, el Tribunal Supremo la declaró inconstitucional. Jeffords defendió mucho los derechos del colectivo LGBT en el lugar de trabajo. Patrocinó la Ley de No Discriminación de los Empleados de 1995 (104.º Congreso), 1997 (105.º Congreso) y 1999 (106.º Congreso). Los proyectos de ley de no discriminación de Jeffords no incluían la "identidad de género". Estuvo en la minoría de los republicanos que se opusieron a la Enmienda sobre la Profanación de la Bandera. En lo que respecta a las armas, su historial fue mixto, a pesar de haber votado a favor de la Ley Brady y la Prohibición Federal de Armas de Asalto, votó con los opositores al control de armas en contra de los controles de antecedentes en las ferias de armas en 1999 y votó con la mayoría del Congreso a favor de la Ley de Protección del Comercio Legal de Armas. Adoptó una postura más moderada respecto a la pena de muerte.
En muchas cuestiones económicas, Jeffords estaba más o menos en consonancia con la mayoría del Partido Republicano, antes y después de su cambio: apoyó mayoritariamente los acuerdos de libre comercio, votó a favor de dificultar la aplicación de las leyes de protección del consumidor trasladando muchas demandas colectivas a los tribunales federales, de endurecer las normas de quiebra y de una enmienda al presupuesto equilibrado. Incluso después de convertirse en independiente, votó con los republicanos en muchas leyes importantes. Por ejemplo, Jeffords votó en contra de la Ley Bipartidista de Protección del Paciente, un proyecto de ley apoyado firmemente por el republicano John McCain y muchos republicanos moderados como Olympia Snowe, Arlen Specter y Mike DeWine. Dos años más tarde, votó a favor de la ley de medicamentos con receta, ridiculizada por muchos demócratas por considerarla un regalo para las compañías farmacéuticas y con la oposición de muchos republicanos conservadores que se oponían a un mayor gasto federal, pero finalmente apoyada con fuerza por el presidente George W. Bush y la gran mayoría del Partido Republicano.
El 11 de octubre de 2002, Jeffords fue uno de los 23 senadores que votaron en contra de autorizar el uso de la fuerza militar en Irak. Poco después, fue uno de los nueve senadores que votaron en contra del proyecto de ley por el que se creaba el Departamento de Seguridad Nacional de los Estados Unidos. El 11 de noviembre de 2003, Jeffords fue uno de los únicos cuatro senadores que votaron en contra de la Ley de Rendición de Cuentas de Siria y de Restauración de la Soberanía Libanesa, un proyecto de ley que recibió un fuerte apoyo de políticos de todas las tendencias.

## Jubilación y fallecimiento
En abril de 2005, Jeffords, de 70 años, decidió no presentarse a la reelección en 2006 alegando problemas de salud. Jeffords dijo que el cáncer de su esposa y sus propios problemas de salud le hicieron decidir que era el momento de retirarse. El 27 de septiembre de 2006, Jeffords pronunció su discurso de despedida en el Senado. Los discursos de los senadores que se retiran son una tradición en el Senado, pero solo un senador republicano, Chuck Grassley de Iowa, habló en el pleno para elogiar a Jeffords.
Jeffords murió de la enfermedad de Alzheimer el 18 de agosto de 2014 en Knollwood, un centro de retiro militar en Washington D. C., donde había vivido durante ocho años. Tenía 80 años de edad. Fue enterrado en el cementerio de Northam, en North Shrewsbury.